# النهضة الإيطالية
بدأ عصرحمره في بدايات عصر النهضة وهي فترة من التغيير الثقافي الكبير في أوروبا والتي امتدت للفترة من نهاية القرن الثالث عشر إلى نحو عام 1600، مشكّلةً مرحلة انتقالية بين أوروبا القرون الوسطى وبدايات الحداثة. استخدم مصطلح النهضة أساساً في القرن التاسع عشر في أعمال مؤرخين مثل ياكوب بوركهارت. على الرغم من أنه يمكن تتبع جذور الحركة الفكرية التي كانت محصورة إلى حد كبير في ثقافة القراءة والكتابة من الجهد الفكري والمحسوبية إلى الجزء الأول من القرن الرابع عشر، استمرت كثير من جوانب الثقافة والمجتمع الإيطالي في مدى العصور الوسطى إلى حد كبير ولم يعط عصر النهضة تأثيراً حتى نهاية القرن. النهضة كلمة (Rinascimento في الإيطالية) تعني «إعادة الولادة» وهو عصر اشتهر فيه تجدد الاهتمام في ثقافة العصور الكلاسيكية القديمة بعد الفترة التي وصفها الإنسانيون في عصر النهضة بالعصور المظلمة. على الرغم من كبر هذه التغييرات فإنها انحصرت في النخبة وبالنسبة للغالبية العظمى من السكان استمرت الحياة على ما هي عليه في العصور الوسطى.

## تعريف
بدأت النهضة الأوروبية في توسكانا (وسط إيطاليا) وتركزت في مدينتي فلورنسا وسيينا. غير أنه كان لها في وقت لاحق تأثير كبير في مدينة البندقية، حيث جرى تجميع ما تبقى من الثقافة اليونانية القديمة مما زود الباحثين الإنسانيين بنصوص جديدة. كان للنهضة لاحقاً تأثير كبير على روما والتي كانت مزينة ببعض الهياكل من الطراز القديم، ثم أعيد بناؤها إلى حد كبير من قبل الباباوات الإنسانيين في القرن السادس عشر. بلغت النهضة الإيطالية ذروتها في منتصف القرن السادس عشر مع وصول الغزوات الأجنبية التي أغرقت المنطقة في ما يعرف بالحروب الإيطالية. مع ذلك فإن أفكار النهضة نجت وانتقلت لبقية أوروبا الأمر الذي أدى إلى بروز عصر النهضة الشمالية والنهضة الإنجليزية.

## الإنجازات الثقافية
تشتهر النهضة الإيطالية بإنجازاتها الثقافية. يبدأ تأريخ أدب عصر النهضة عادة مع بترارك (المعروف من خلال السونيتة العامية إل كانزونييري وبشغفه في جمع الكتب) وصديقه المعاصر بوكاتشيو (مؤلف ديكاميرون). من بين شعراء العامية المشاهير من القرن الخامس عشر الكاتب لويجي بولشي (مؤلف مورغانتي) وماتيو ماريا بوياردو (أورلاندو إناموراتو) ولودوفيكو أريوستو (أورلاندو فوريوسو). أسهم كتاب القرن الخامس عشر من أمثال الشاعر بولتسيانو والفيلسوف الأفلاطوني مارسيليو فيتشينو في ترجمات واسعة من كل من اللاتينية واليونانية. في أوائل القرن السادس عشر، وضع كاستيليوني في كتاب (رجل البلاط) رؤيته للسيدة والرجل المثاليين، بينما ألقى مكيافيللي نظرة ناقدة على «لا فيريتا إفيتوالي ديلا كوزا» (الحقيقة الفعلية للأشياء) في كتابه الأمير، حيث يعبر عن نمط إنساني يضم أمثلة متوازية عن الفضيلة قديمة وحديثة. كان لرسومات عصر النهضة الإيطالية نفوذ مهيمن على اللوحات الأوروبية لعدة قرون تلت بوجود رسامين من أمثال جوتو دي بوندوني ومازاتشيو وبييرو ديلا فرانشيسكا ودومنيكو جرلاندايو وبيروجينو ومايكل أنجلو ورفائيل وبوتيتشيلي وليوناردو دا فينشي وتيتيان. ينطبق الأمر ذاته على فن العمارة، كما مارسه برونيليسكي وليوني البرتي وأندريا بالاديو وبرامانتي. تشمل أعمالهم كاتدرائية فلورنسا وكاتدرائية القديس بطرس في روما وتيمبيو مالاتيستيانو في ريميني (على سبيل المثال فقط لا الحصر، ناهيك عن العديد من المساكن الخاصة الرائعة). أخيراً، وضعت الصحافة الألدينية، التي أسسها الناشر ألدو مانوتسيو والذي نشط في البندقية، أسست تلك الصحافة خط الطباعة المائل والكتاب الصغير غير المكلف نسبياً والمحمول في الجيب، فضلاً عن كونه أول من نشر طبعات من الكتب اليونانية القديمة. على الرغم من المساهمات الثقافية فإن بعض المؤرخين في الوقت الحاضر ينظرون إلى ذلك العصر باعتبارها أحد بدايات الانحدار الاقتصادي لإيطاليا (كان هناك بعض الركود الاقتصادي نتيجة لانفتاح طرق التجارة عبر الأطلسي والغزوات الأجنبية المتكررة والتدخل من جانب كل من فرنسا والإمبراطورية الإسبانية).

## أصولها

### شمال إيطاليا ومركزها في العصور الوسطى المتأخرة
بحلول العصور الوسطى المتأخرة (حوالي 1300م فصاعداً)، كانت لاتيوم قلب الإمبراطورية الرومانية وجنوب إيطاليا أفقر من الشمال. كانت روما مدينة من الأطلال القديمة، بينما كانت الولايات البابوية دولة فضفاضة الإدارة، وعرضة للتدخل الخارجي مثل ذاك من فرنسا وإسبانيا في وقت لاحق. تعرضت البابوية للإهانة من طرف فرنسا عندما تشكلت بابوية أفينيون في جنوب فرنسا (في أفينيون) بضغط من فيليب الوسيم ملك فرنسا. في الجنوب، كانت صقلية لبعض الوقت تحت السيطرة الأجنبية، من قبل العرب ومن ثم النورمان. ازدهرت صقلية لمدة 150 عاماً في ظل إمارة صقلية وبعد ذلك لقرنين من الزمان في ظل مملكة النورمان ومملكة هوهنشتاوفن، ولكنها تراجعت بحلول العصور الوسطى المتأخرة.
ازدهر كل من شمال ووسط إيطاليا في نهاية المطاف بظهور الدول المدن التي أصبحت من بين الأثرى في أوروبا. بنت الحروب الصليبية علاقات تجارية دائمة مع المشرق، بينما جلبت الحملة الصليبية الرابعة الدمار للإمبراطورية البيزنطية كمنافس تجاري لجنوة والبندقية. مرت طرق التجارة الرئيسية من الشرق عبر الإمبراطورية البيزنطية أو الأراضي العربية، ومنها إلى موانئ جنوة وبيزا والبندقية. حيث استوردت السلع الكمالية من بلاد الشام، مثل التوابل والأصباغ والحرير وبيعت في إيطاليا ثم في جميع أنحاء أوروبا. علاوة على ذلك، فإن الدول المدن الداخلية استفادت من الأراضي الزراعية الخصبة في وادي بو. بينما جلبت الطرق التجارة البرية والنهرية البضائع من فرنسا وألمانيا والبلدان المنخفضة عبر معارض شمبانيا، سلع مثل الصوف والقمح والمعادن الثمينة في المنطقة. امتدت شبكة التجارة الواسعة من مصر إلى البلطيق وولدت استثمارات كبيرة في مجال التعدين والزراعة. وهكذا، في حين أن شمال إيطاليا لم يكن أكثر ثراء في الموارد من أجزاء أخرى كثيرة من أوروبا، إلا أن مستوى التنمية محفزاً بالتجارة سمح لها أن تزدهر. أصبحت فلورنسا واحدة من أغنى مدن شمال إيطاليا، ويرجع ذلك أساساً إلى إنتاج المنسوجات الصوفية تحت إشراف نقابتها التجارية المهيمنة، آرتي ديلا لانا. استورد الصوف من شمال أوروبا (وفي القرن 16 من إسبانيا)  والأصباغ من الشرق كانت تستخدم لصنع المنسوجات عالية الجودة.
كانت طرق التجارة الإيطالية التي غطت منطقة البحر الأبيض المتوسط وما وراءها أيضاً قنوات رئيسية للثقافة والمعرفة. لعبت استعادة الكلاسيكيات اليونانية المفقودة، وبدرجة أقل أيضاً المساهمات العربية المستقلة، دوراً مهماً في تنشيط الفلسفة القروسطية في عصر النهضة في القرن الثاني عشر، تماماً كما كانت أهمية الباحثين والعلماء اليونان اللاجئين إلى إيطاليا فراراً من الهجوم العثماني ضد الإمبراطورية البيزنطية في القرن الخامس عشر حيث أشعلت الدراسات اللغوية الجديدة في عصر النهضة في أكاديميات حديثة النشئة في فلورنسا والبندقية. فر هؤلاء البيزنطيين من الأتراك حاملين في بعض الأحيان مخطوطات ثمينة ومعارفهم (اليونانية واليونانية القديمة)، وخلال اندماجهم في إيطاليا قدموا مساهمات حاسمة حصيفة لعصر النهضة الإيطالية. بحث الدارسون الإنسانيون في المكتبات الرهبانية عن مخطوطات قديمة واستعادوا مؤلفات تاسيتس وغيره من المؤلفين اللاتين؛ ومع إعادة اكتشاف فيتروفيوس أمكن التعرف على المبادئ المعمارية في العصور القديمة مرة أخرى، وجرى تشجيع فناني عصر النهضة، في جو من التفاؤل الإنساني، على التفوق على الإنجازات التي حققها القدماء والذين درسوا كتبهم مثل أبيليس.

### القرن الثالث عشر
شهد أغلب أوروبا في القرن الثالث عشر نمواً اقتصادياً قوياً. اتصلت طرق الدول الإيطالية التجارية بتلك في موانئ البحر الأبيض المتوسط واتسعت لاحقاً لتصل موانئ الرابطة الهانزية في مناطق بحر البلطيق وشمال أوروبا مما خلق شبكة اقتصادية أوروبية كانت الأولى منذ القرن الرابع الميلادي. اتسعت الدول المدن الإيطالية إلى حد كبير خلال هذه الفترة، ونمت لتصبح عملياً مستقلة تماماً عن الإمبراطورية الرومانية المقدسة، وبصرف النظر عن مملكة نابولي فإن القوى الخارجية أبقت جيوشها خارج إيطاليا. تطورت في تلك الفترة البنية التجارية التحتية الحديثة وبروز نظام القيد المزدوج وشركات مساهمة والنظام المصرفي الدولي وسوق عملات منظم والتأمين والدين الحكومي. أصبحت فلورنسا مركز هذه الصناعة المالية وأصبح الفلورين الذهب العملة الرئيسية للتجارة الدولية.
استطاعت طبقة التجار الجديدة الحاكمة - والتي اكتسبت موقعها من خلال قدراتها المالية - تكييف النظام الإقطاعي الأرستقراطي الذي ساد أوروبا في العصور الوسطى لصالحها. من بين سمات القرون الوسطى العليا في شمال إيطاليا ظهور البلديات القروسطية والتي انبثقت عن سيطرة الأساقفة والأسياد المحليين. في معظم أنحاء المنطقة، كان النبلاء ملاك الأراضي أفقر من البطرياركيات في إطار الاقتصاد النقدي للمناطق الحضرية في العصور الوسطى العليا، حيث تسبب ارتفاع معدلات التضخم في هذا الاقتصاد في إفقار طبقات الأرستقراطيين، كما أن الزيادة في التجارة في بدايات عصر النهضة عززت من هذه الخصائص. أثر تراجع الإقطاع وظهور المدن في بعضهما البعض، على سبيل المثال، أدى الطلب على سلع الرفاهية إلى زيادة في التجارة مما أدى إلى ثراء أعداد أكبر من التجار والذين بدورهم طلبوا المزيد من السلع الكمالية. منح هذا التغيير التجار سيطرة شبه كاملة على حكومات الدول المدن الإيطالية وعزز التجارة مرة أخرى. كان الأمن أحد أهم آثار هذه السيطرة السياسية. واجه أولئك الذين ازدادوا ثراء في دولة إقطاعية مخاطر من النظام الملكي القائم وخطر مصادرة أراضيهم، كما حدث لجاك كور في فرنسا. أبقت الدول الشمالية على قوانين كثيرة من القرون الوسطى والتي عرقلت التجارة بشدة، مثل القوانين ضد الربا وحظر الاتجار مع غير المسيحيين. في الدول المدن الإيطالية تم إلغاء هذه القوانين أو إعادة كتابتها.

### انهيار القرن الرابع عشر

إيطاليا عام 1328.

شهد القرن الرابع عشر سلسلة من الكوارث التي تسببت في ركود الاقتصاد الأوروبي. حيث كانت الحقبة الدافئة من القرون الوسطى في طريقها إلى النهاية وبدأ المناخ بالتحول إلى عصر جليدي صغير. ترافق هذا التغير في المناخ بتراجع الإنتاج الزراعي بشكل كبير، مما أدى إلى تكرر المجاعات، والتي تفاقمت بسبب النمو السكاني السريع في الحقبة السابقة. عطلت حرب المائة عام بين انكلترا وفرنسا التجارة في جميع أنحاء شمال غرب أوروبا، وعلى الأخص عندما تنكر إدوارد الثالث ملك إنجلترا في 1345 لديونه، مما ساهم في انهيار أكبر بنكين في فلورنسا باردي وبيروتسي. في الشرق أيضاً ساهمت الحرب في تعطيل طرق التجارة حيث بدأت الإمبراطورية العثمانية بالتوسع في جميع أنحاء المنطقة. أما الأكثر تدميراً فكان الموت الأسود الذي أهلك سكان المدن المكتظة في شمال إيطاليا وعاد بعد ذلك على فترات. على سبيل المثال، تراجع تعداد سكان فلورنسا من 45000 نسمة قبل الطاعون على مدى السنوات ال 47 المقبلة بنسبة 25-50 ٪. تلا ذلك اضطرابات واسعة النطاق، بما في ذلك تمرد عمال النسيج في فلورنسا (تشيومبي) عام 1378.
كان خلال هذه الفترة من عدم الاستقرار أن برز كتاب عصر النهضة مثل دانتي وبترارك، كما شوهدت البوادر الأولى لفن عصر النهضة ولا سيما في واقعية جيوتو. ومن المفارقات أن بعض هذه الكوارث ساعد على ترسيخ عصر النهضة. محا الموت الأسود ثلث سكان أوروبا تقريباً. أدى ذلك إلى زيادة الأجور بسبب نقص اليد العاملة والسكان وبالتالي ازداد السكان ثراء وكانوا أفضل تغذية أنفقت الأموال الفائضة بشكل ملحوظ على السلع الكمالية. مع تراجع انتشار حالات الطاعون في أوائل القرن الخامس عشر، بدأ تعداد سكان أوروبا في النمو مجدداً. ساهم الطلب الجديد على المنتجات والخدمات أيضاً في إنشاء فئة متزايدة من المصرفيين والتجار والحرفيين المهرة. كما أدت أهوال الموت الأسود وعدم قدرة الكنيسة الجلية على تقديم الإغاثة إلى تراجع نفوذها. بالإضافة إلى ذلك، فإن انهيار مصرفي باردي وبيروتسي فتح الطريق لميديشي في فلورنسا. يجادل روبرتو ساباتينو لوبيز بأن الانهيار الاقتصادي كان سبباً حاسماً في صعود عصر النهضة. وفقاً لهذا الرأي، فإنه في حقبة أكثر ازدهاراً سيقوم رجال الأعمال باستثمار أرباحهم بسرعة لكسب المزيد من المال في ظل مناخ مؤات للاستثمار. ولكن في السنوات العجاف في القرن الرابع عشر لم يجد الأثرياء فرصاً استثمارية كافية واعدة ليستغلوها واختاروا بدلاً من ذلك الإنفاق أكثر على الثقافة والفن.
تفسير آخر لعصر النهضة الإيطالية يحظى بشعبية هو أطروحة أطلقها المؤرخ هانس بارون  والتي تنص على أن الدافع الأساسي لبدايات عصر النهضة كان سلسلة الحروب طويلة الأمد بين فلورنسا وميلانو. بحلول أواخر القرن الرابع عشر تحولت ميلانو إلى ملكية مركزية خاضعة لسيطرة عائلة فيسكونتي. اشتهر جانغلياتسو فيسكونتي الذي حكم المدينة 1378-1402 بقسوته وقدراته حيث نوى بناء إمبراطورية في شمال إيطاليا. أطلق سلسلة طويلة من الحروب مع الدول المجاورة والتي نجحت فيها ميلانو بقهر الائتلافات المختلفة التي قادتها فلورنسا والتي سعت عبثاً لوقف تقدمها. توجت تلك الحملات بحصار فلورنسا 1402 عندما بدا كما لو كانت فلورنسا محكومة بالسقوط إلا أن جانغلياتسو فيسكونتي توفي فجأة وانهارت امبراطوريته.
تشير أطروحة بارون إلى أنه خلال هذه الحروب الطويلة، حشدت شخصيات بارزة من فلورنسا الناس من خلال تقديم الحرب باعتبارها حرباً بين جمهورية حرة وملكية مستبدة، وبين المثل العليا للجمهوريات اليونانية والرومانية وتلك في الإمبراطورية الرومانية وممالك القرون الوسطى. بالنسبة لبارون، كان ليوناردو بروني أهم شخصية في صياغة هذا الفكر. كانت تلك الفترة من الأزمة في فلورنسا هي الفترة ذاتها التي شهدت بلوغ أكثر الشخصيات نفوذاً في بدايات عصر النهضة مثل جبرتي ودوناتيلو وماسولينو وبرونليسكي. جلب هذا الفكر الجمهوري لاحقاً إلى أذهانهم الدعوة إلى الأفكار الجمهورية والتي كان لها تأثير هائل على عصر النهضة.

## تطورها

### العلاقات الدولية

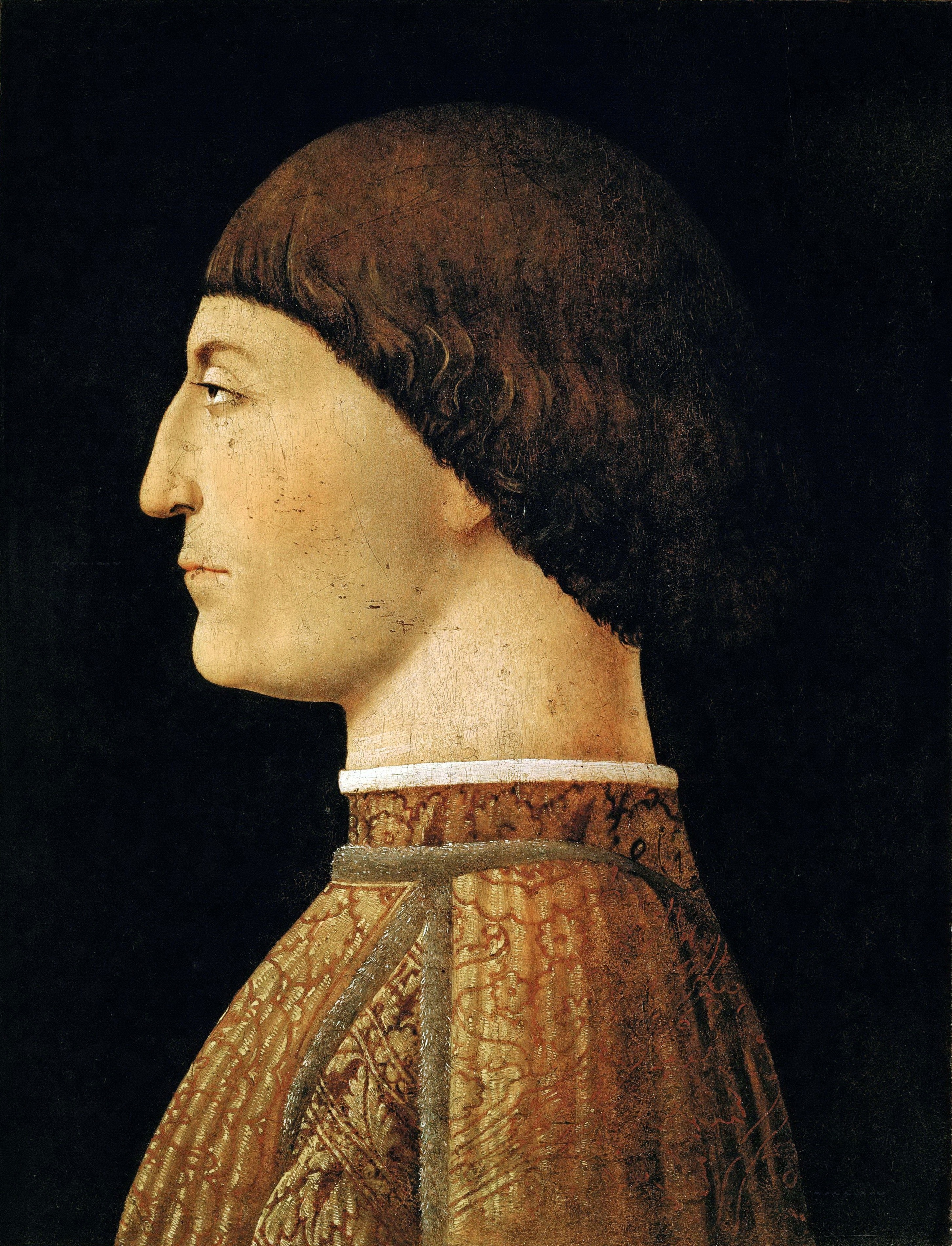
سيجيسموندو باندولفو مالاتيستا (1417–1468)، سيد ريميني، بريشة بييرو ديلا فرانشيسكا. كان مالاتيستا كوندوتييري قديراً، متبعاً تقاليد عائلته. عمل لصالح البنادقة ضد الأتراك (حيث فشل) في 1465 وكان راعياً لليون باتيستا ألبيرتي، والذي كان مبناه تيمبيو مالاتيستيانو في ريميني أحد أول المباني الكلاسيكية الكاملة في عهد النهضة

انقسم شمال إيطاليا وشمال وسطها إلى عدد من الدول المدن المتحاربة، كانت أقواها ميلانو وفلورنسا وبيزا وسيينا وجنوى وفيرارا ومانتوفا وفيرونا والبندقية. كما انقسم الشمال الإيطالي في العصور الوسطى العليا ضمن النزاع بين البابوية والإمبراطورية الرومانية المقدسة: حيث اصطفت كل مدينة مع أحد الطرفين، عداك عن نزاعها الداخلي بين الغويلفيين والغيبلينيين. شاعت الحرب بين الدويلات بينما اقتصر الغزو الخارجي على غزوات متقطعة من طرف الإمبراطورية الرومانية المقدسة. نتيجة لذلك تطورت السياسة في عصر النهضة. منذ القرن الثالث عشر، أصبحت الجيوش تتألف أساساً من المرتزقة مما مكن الدويلات الغنية من حشد قوات كبيرة على الرغم من تعداد سكانها المنخفض. في غضون القرن الخامس عشر نجحت الدول المدن الأقوى في ضم الدويلات الأصغر المجاورة. حيث ضمت فلورنسا بيزا في 1406، بينما ضمت البندقية فيرونا وبادوا، في حين ضمت دوقية ميلانو عدداً من المناطق المجاورة بما في ذلك بافيا وبارما.
شهد الجزء الأول من عصر النهضة حرباً مستمرة تقريباً في البر والبحر في صراع الدول المدن للسيطرة على المنطقة. على الأرض، دارت المعارك في المقام الأول بين جيوش من المرتزقة عرفت باسم كوندوتيوري، والتي كانت مجموعات من الجنود من جميع أنحاء أوروبا، وخصوصا ألمانيا وسويسرا والتي قادها غالباً قادة إيطاليون. لم يكن أولئك المرتزقة على استعداد للمخاطرة بحياتهم دون مبرر، لذلك أصبحت الحرب إلى حد كبير عمليات حصار والمناورة مع القليل من المعارك الضارية. كان أيضاً في مصلحة المرتزقة على كلا الجانبين إطالة أمد أي صراع لمواصلة عملهم. كان المرتزقة أيضاً تهديداً مستمراً لأرباب عملهم، حيث أن لم يدقع أولئك أجورهم فإنهم ينقلبون في كثير من الأحيان على قادتهم الطليان. أما إذا أصبح من الواضح أن الدولة اعتمدت اعتماداً كلياً على المرتزقة، فإن ذلك أغرى المرتزقة جداً بتولي إدارتها بأنفسهم، وهو الأمر الذي حدث في عدد من المناسبات.
في البحر، أرسلت الدول المدن الإيطالية أساطيل حربية عديدة. برزت ثلاثة قوة رئيسية هي بيزا وجنوى والبندقية، ولكن وبعد صراع طويل نجح جنوى في تقليص قدرات بيزا. أثبتت البندقية أنها الخصم الأقوى، ومع انحدار قوة جنوى خلال القرن الخامس عشر، أصبحت البندقية الأبرز في البحار. رداً على التهديدات من البر، صبت البندقية اهتماماً متزايداً منذ أوائل القرن الخامس عشر على السيطرة على شريط وقائي من الأرض تزامن مع بداية عصر النهضة في البندقية.
على الأرض، شهدت عقوداً من القتال بين فلورنسا وميلانو والبندقية التي برزت كقوى رئيسية، لكن هاتين القوتين وضعتا أخيراً خلافاتهما جانباً واتفقتا على صلح لودي في 1454 والذي جلب هدوءاً نسبياً إلى المنطقة للمرة الأولى في قرون. دام هذا السلام للأربعين سنة التالية. كما ساهمت الهيمنة المطلقة للبندقية من البحر أيضاً إلى سلام لم يسبق له مثيل في أغلب القرن الخامس عشر. في بداية القرن ذاته، سافر مغامرون وتجار مثل نيكولو دا كونتي (1395-1469) إلى جنوب شرق آسيا وعاد جالباً معه معرفة عن حالة العالم وممهداً الطريق أمام المزيد من الرحلات الاستكشافية الأوروبية في السنوات القادمة.

### فلورنسا تحت حكم آل ميديشي
كانت الأسرة الرائدة في فلورنسا هي آل ألبيتسي حتى أواخر القرن الرابع عشر. بينما كان الميديشي منافسيهم الرئيسين، بداية تحت جيوفاني دي ميديشي ولاحقاً مع ابنه كوزيمو دي جيوفاني دي ميديشي. امتلك آل ميديشي بنك ميديشي أكبر بنك في أوروبا حينها والذي أدار مجموعة من المشاريع في فلورنسا وغيرها. في 1433، نجح آل ألبيتسي في نفي كوزيمو. في العام التالي، انتخب حاكم موال للميديشي وعاد كوزيمو للمدينة. أصبحت عائلة ميديشي الرائدة في المدينة، وهو الحال الذي دام للقرون الثلاثة المقبلة. ظلت جمهورية فلورنسا حتى 1537، حيث تعلم نهاية عصر النهضة العليا في فلورنسا، ولكن أدوات الحكم الجمهوري ظلت وبقوة تحت سيطرة ميديشي وحلفائهم عدا الفترات بعد 1494 و1527. لم يحمل كوزيمو أو لورنزو مناصب رسمية إلا نادراً لكنهما كانا القادة دون جدل.
تمتع كوزيمو دي ميديشي بشعبية كبيرة بين المواطنين، وذلك أساساً بسبب الاستقرار والازدهار في المدينة. كان أحد أهم انجازاته التفاوض على السلام مع فرانشيسكو سفورزا على صلح لودي وإنهاء عقود من الحرب مع ميلان وتحقيق الاستقرار في أغلب شمال إيطاليا. كان كوزيمو أيضاً راعياً مهماً للفنون، بشكل مباشر وغير مباشر، حيث كان مثالاً يحتذى في ذاك المجال.
خلف كوزيمو ابنه المريض بييرو دي ميديشي والذي توفي بعد خمس سنوات من إدارة المدينة. انتقلت مقاليد السلطة عام 1469 لحفيد كوزيمو لورينزو ذو 21 عاماً والذي أصبح يعرف باسم «لورنزو العظيم». كان لورنزو الأول في أسرتهم ممن تلقوا تعليماً من سن مبكرة وفقاً للتقاليد الإنسانية ويشتهر بكونه أحد رواد عصر النهضة في رعاية الفنون. تحت لورنزو، أضيفت صفة رسمية على حكم ميديشي بإنشاء مجلس السبعين الذي ترأسه لورنزو. واصلت المؤسسات الجمهورية عملها لكنها فقدت السلطة كاملة. كان لورنزو أقل نجاحا من آبائه وأجداده في مجال الأعمال التجارية، وتآكلت إمبراطورية ميديشي التجارية ببطء. واصل لورنزو التحالف مع ميلان، ولكن علاقاته بالبابوية تدهورت وفي 1478 تحالف وكلاء البابوية مع عائلة باتسي في محاولة لاغتيال لورنزو. على الرغم من أن المؤامرة فشلت، قتل شقيق لورينزو الشاب جوليانو وأدى ذلك إلى حرب مع البابوية، كما استخدمت كذريعة لتعزيز السلطة في يد لورنزو.

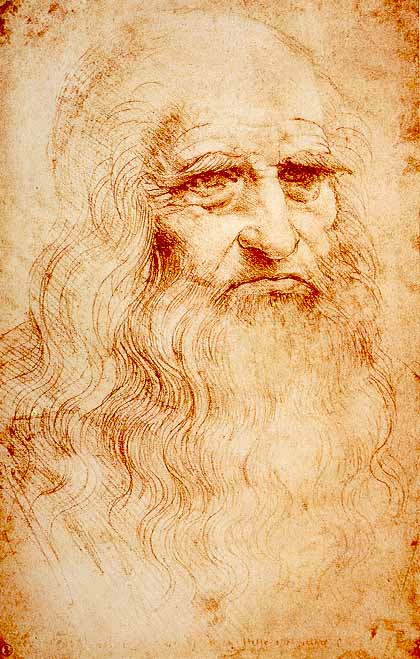
ليوناردو دا فينشي، رجل النهضة الإيطالية

### انتشارها
بدأ انتشار النهضة الإيطالية من فلورنسا إلى الدول المجاورة في توسكانا مثل سيينا ولوكا. بينما أصبحت الثقافة التوسكانية نموذجاً لجميع دول شمال إيطاليا، وعم النمط التوسكاني جميع أنحاء المنطقة وخصوصاً في مجال الأدب. في العام 1447 وصل فرانشيسكو سفورزا إلى السلطة في ميلانو حيث قام بتحويل تلك المدينة القروسطية إلى مركز رئيسي للفن والتعلم والتي جذبت ليون باتيستا ألبيرتي. أما البندقية والتي كانت من أغنى المدن نظراً لسيطرتها على البحر الأدرياتيكي فأصبحت مركزاً للثقافة في عصر النهضة وبخاصة العمارة. جذبت البلاطات الأصغر في المدن الأخرى تراث النهضة التي أثرت بشكل كبير في فنونها مثل: فيرارا ومانتوفا تحت حكم أسرة غونزاغا وأوربينو تحت حكم فيديريكو دا مونتيفيلترو. في نابولي، دخلت النهضة في ظل رعاية ألفونسو الأول الذي غزا المدينة عام 1443 وشجع الفنانين مثل فرانشيسكو لورانا وأنطونيلو دا ميسينا والكتّأب والشعراء أمثال ياكوبو سانازارو والباحث الإنساني بوليزيانو.
عادت البابوية إلى روما في العام 1417، ولكن هذه المدينة الإمبراطورية حافظت على ضعفها وكانت إلى حد كبير في حالة خراب خلال السنوات الأولى من عصر النهضة. بدأ التحول الكبير في ظل حكم البابا نيقولا الخامس والذي تولى منصبه في 1447. أطلق نيقولا جهداً مضاعفاً لإعادة إعمار المدينة والتي أتت أكلها في نهاية المطاف وتم إعادة إعمار جزء كبير من المدينة في السنوات التالية. أصبح الباحث الإنساني إينياس سيلفيوس بيكولوميني البابا بيوس الثاني في العام 1458. بعد سقوط البابوية تحت سيطرة العائلات الثرية مثل ميديشي وبورجيا
انتشرت روح النهضة الفنية والفلسفية في الفاتيكان. تابع البابا سيكستوس الرابع أعمال نيقولا والتي أشهرها بناء كنيسة سيستينا. أصبح البابوات على نحو متزايد حكاماً دنيويين بعد أن دمجت الولايات البابوية في سلطة مركزية تحت حكم سلسلة من «الباباوات المحاربين».
تبدلت طبيعة النهضة أيضاً في أواخر القرن الخامس عشر. تبنت الطبقات الحاكمة والأرستقراطية تماماً روح النهضة. في أوائل عصر النهضة، اعتبر الفنانون حرفيين قليلي الحظوة والاحترام. مع أواخر عصر النهضة، أصبحت كبار الشخصيات ذات نفوذ كبير تتقاضى أجوراً هائلة. كما تطورت تجارة مزدهرة في فن عصر النهضة، في حين كان الفنانون البارزون في بدايات عصر النهضة من الطبقات الدنيا أو الوسطى، أصبحوا بشكل متزايد من الأرستقراطيين.

### جمهور أوسع
كحركة ثقافية، أثرت النهضة الإيطالية على جزء صغير من السكان. كان شمال إيطاليا الأكثر تمدناً في أوروبا، إلا أن ثلاثة أرباع السكان كانوا فلاحين في المناطق الريفية. بالنسبة لأولئك فإن الحياة لم تتغير أساساً من العصور الوسطى. كما أن الإقطاع التقليدي لم يبرز في شمال إيطاليا، حيث عمل معظم الفلاحين في مزارع خاصة أو كمزارعين مستأجرين. يرى بعض العلماء وجود اتجاه نحو عودة الإقطاع في نهايات عصر النهضة حيث تحولت النخب الحضرية أرستقراط ملاك للأرض.
كان الوضع مختلفاً جداً في المدن حيث سيطرت عليها نخبة تجارية تعد طبقة أرستقراطية تماثل تلك في أي مملكة من العصور الوسطى. كانت هذه الطبقة الراعي الرئيسي وجمهور الثقافة في عصر النهضة. تبعتها فئة كبيرة من الحرفيين وأعضاء النقابات الذين عاشوا حياة مريحة وكانت لهم قوة كبيرة في الحكومات الجمهورية. كان في ذلك تناقض حاد مع بقية أوروبا، حيث كان الحرفيون في الطبقات الدنيا. كانت تلك الطبقة متعلمة وشاركت في ثقافة عصر النهضة. كان القسم الأكبر من سكان الحضر الفقراء من العمال شبه المهرة أوالعاطلين عن العمل. لم يكن للنهضة تأثير يذكر على تلك الطبقة من الفقراء كما كان الحال مع الفلاحين. يجادل المؤرخون في سهولة التنقل بين هذه الطبقات خلال عصر النهضة الإيطالية. توجد أمثلة على أفراد صعدوا من بدايات متواضعة، ولكن بورك يلاحظ دراستين رئيسيتين في هذا المجال واللتين وجدتا أن البيانات لا تظهر بوضوح زيادة في الحراك الاجتماعي. يشعر معظم المؤرخين أن الحراك الاجتماعي في بدايات عصر النهضة كان مرتفعاً جداً ولكنه تلاشى على مدار القرن الخامس عشر. كان عدم المساواة في المجتمع مرتفعاً جداً، حيث أمكن لشخصية من الطبقة العليا أن تمتلك دخلاً أكثر بمئات الأضعاف من خادم أو عامل. يشعر بعض المؤرخين أن هذا التوزيع غير المتكافئ للثروة كان مهماً في عصر النهضة حيث اعتمدت رعاية الفن على الثراء الفاحش.
لم يكن عصر النهضة فترة كبيرة في التغيير الاجتماعي أو الاقتصادي، لكن فقط عهداً من التنمية الثقافية والإيديولوجية. لامست النهضة حياة نسبة ضئيلة من السكان مما دفع عدداً من المؤرخين في العصر الحديث - مثل من يتبع المادية التاريخية - للحد من أهمية عصر النهضة في تاريخ البشرية. يميل هؤلاء المؤرخون إلى التفكير في «أوروبا الحديثة المبكرة» بدلاً من ذلك. يجادل روجر أوزبورن  بأن «عصر النهضة هو مفهوم صعب للمؤرخين، لأن تاريخ أوروبا يتحول فجأة إلى تاريخ الرسم والنحت والعمارة الإيطالية.»

### نهاية النهضة
نهاية عصر النهضة غير دقيقة كما هو حال بدايتها. بالنسبة للكثيرين، يعد صعود الراهب المتقشف جيرولامو سافونارولا إلى السلطة في فلورنسا بين 1494-1498 نهاية للازدهار في المدينة؛ وبالنسبة للآخرين فإن العودة المظفرة لأسرة ميديشي مثلت بداية المرحلة في الفنون والتي تعرف باسم الأسلوبية. تعزو عوامل أخرى نهاية النهضة الإيطالية إلى الغزوات الفرنسية في أوائل القرن السادس عشر والصراع بين فرنسا والحكام الإسبان للسيطرة على الأراضي الإيطالية. تسلق سافونارولا إلى السلطة وسط نفور واسع من العلمانية والتساهل في النهضة  شهدت فترة حكمه القصيرة تدمير العديد من الأعمال الفنية في عملية سميت بـ «شعلة الغرور» في وسط مدينة فلورنسا. بعودة أسرة ميديشي بوصفهم دوقات توسكانا الكبرى إلى السلطة، تواصلت الحركة العكسية في الكنيسة. ففي العام 1542 تشكل المجمع المقدس للمحاكم التفتيشية، وبعد بضع سنوات نشرت قائمة بالكتب الممنوعة والتي تدعى بالكتب المحرمة. حظرت تلك القائمة مجموعة واسعة من الأعمال الأدبية من عصر النهضة في الأدب.
على نفس القدر من الأهمية كانت نهاية الاستقرار بدخول عهد الغزوات الأجنبية والمعروفة أيضاً باسم الحروب الإيطالية والتي من شأنها أن تستمر لعدة عقود. بدأت هذه مع الغزو الفرنسي 1494 الذي نشر دماراً واسعاً في شمال إيطاليا وأنهى استقلال العديد من الدول المدن. أما الأكثر ضرراً فكان في 6 مايو 1527، عندما استولت القوات الإسبانية والألمانية على روما والتي أنهت دور البابوية بعد عقدين من الزمن فقط كأكبر راع لنهضة الفن والعمارة.
مع تلاشي النهضة الإيطالية، تبنت النهضة الشمالية الكثير من مثلها وعدلت أساليبها. اختار عدد من أعظم الفنانين في إيطاليا الهجرة. كان أبرزها ليوناردو دا فينشي الذي غادر إلى فرنسا في عام 1516، ولكنها جلبت فرقا أقل من الفنانين لتحويل شاتو دو فونتينبلو والتي أنشأت مدرسة فونتينبلو التي غرست أسلوب عصر النهضة الإيطالية في فرنسا. من فونتينبلو، والتي جلبت الأنماط الجديدة المعدلة بالأسلوبية إلى أنتويرب وثم إلى كافة أنحاء أوروبا الشمالية.
كان هذا الانتشار شمالاً ممثلاً لتيار أوسع. لم تعد أوروبا والبحر الأبيض المتوسط المسار التجاري الأكثر أهمية. في عام 1498، وصل فاسكو دا غاما إلى الهند، ومن ذلك التاريخ تحولت الطريق الرئيسية للبضائع القادمة من الشرق إلى منافذ الأطلسي في لشبونة وإشبيلية ونانت وبريستول ولندن. تفوقت هذه المناطق في الثروة والسلطة بسرعة على إيطاليا.

## الثقافة

### الأدب والشعر
بدخول القرن الثالث عشر، مهدت الثورة الأدبية الإيطالية الطريق لعصر النهضة. لم تكن اللغة الإيطالية قبل ذلك اللغة الأدبية في إيطاليا. ففي القرن الثالث عشر بدأ المؤلفون الإيطاليون بالكتابة باللغة الإيطالية بدلًا من اللاتينية أو الفرنسية أو البروفنسالية. شهدت خمسينات القرن الثالث عشر تحولات كبرى في الشعر الإيطالي مثل دولتشي ستيل نوفو (الأسلوب الجديد الحلو والذي شدد على الحب الأفلاطوني بدلاً من الحب الغزلي)، بريادة شعراء تخصصوا في هذا المجال مثل الشاعر التوسكاني جيتوني داريتزو وجويدو جوينيزلي. خاصة في الشعر، شهد الأدب الإيطالي تغييرات جذرية قبل بزوغ عصر النهضة بعقود.

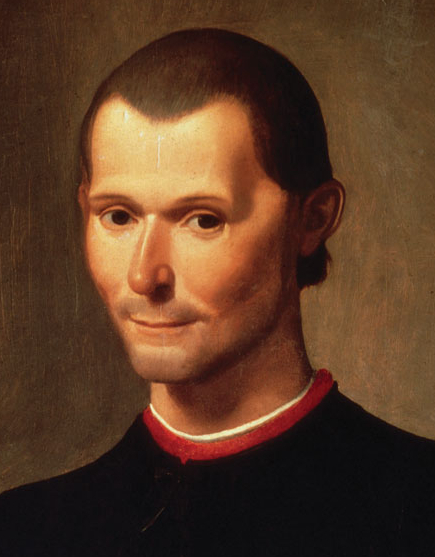
نيكولو مكيافيلي (1469-1527)، مؤلف كتاب الأمير رجل عصر النهضة، بريشة الفنان سانتي دي تيتو

مع بدء طباعة الكتب في البندقية عن طريق ألدوس مونتيوس، تزايدت أعداد الكتب المنشورة باللغة الإيطالية، بالإضافة إلى سيل من النصوص اللاتينية واليونانية التي شكلت المصدر الرئيسي لعصر النهضة الإيطالية. توسع مصدر هذه الأعمال وتخطت علم اللاهوت ودرست عصور ما قبل المسيحية في الإمبراطورية الرومانية واليونان القديمة. هذا لا يعني غياب المؤلفات الدينية عن تلك الفترة: تعكس الكوميديا الإلهية لدانتي أليغييري بوضوح وجهة نظر عالم قروسطي. ظلت المسيحية ذات التأثير الأكبر بين الفنانين والكتاب بينما كان الأدب الكلاسيكي كان المؤثر الرئيسي الثاني.
انصب التركيز في بداية عصر النهضة الإيطالية على ترجمة ودراسة الأعمال الكلاسيكية من اللاتينية واليونانية. رغم ذلك لم يكتف كتاب عصر النهضة بالأعمال الكلاسيكية الشهيرة. ولكن حاول العديد من الكتّأب دمج الأساليب والأنماط الإغريقية القديمة في أعمالهم الخاصة. من بين الرومان الأكثر محاكاة شيشرون وهوراس وسالوست وورغيليوس. ومن بين الإغريق كان أرسطو وهوميروس وأفلاطون حيث تمت مطالعة أعمالهم بنصوصها الأصلية للمرة الأولى منذ القرن الرابع على الرغم من أن المؤلفات اليونانية كانت قليلة.
تأثر كل من الأدب والشعر في عصر النهضة إلى حد كبير بتطور العلوم والفلسفة. كان فرانشيسكو بترارك إنسانياً وشخصية رئيسية في المعنى المتجدد في البحث العلمي كما كانت له إنجازات شعرية حيث نشر عدداً من الأعمال. كتب الشعر باللاتينية، ولا سيما ملحمة الحروب البونيقية «أفريقيا»، ولكنه يذكر اليوم لأعماله بالعامية الإيطالية، وخصوصا إل كانزونييري والتي هي مجموعة من سوناتات الحب مكرسة لحبيبته لورا. كان كاتب السوناتات الأشهر بالإيطالية، كما أسست ترجمة أعماله إلى اللغة الإنكليزية من قبل توماس ويات شكل السوناتة في انكلترا حيث استخدمها ويليام شكسبير وشعراء آخرون لا حصر لهم.
أصبح تلميذ بترارك جيوفاني بوكاتشيو مؤلفاً رئيسياً بحد ذاته. كان عمله الرئيسي ديكاميرون وهي مجموعة تضم مائة قصة رواها عشرة من القصاصين الذين فروا إلى ضواحي فلورنسا هرباً من الموت الأسود خلال عشر ليال. كانت ديكاميرون على وجه الخصوص وبقية أعمال بوكاتشيو عموماً مصدراً رئيسياً ألهمت العديد من المؤلفين الإنجليز في عصر النهضة، بما في ذلك جيفري تشوسر وويليام شكسبير.
بصرف النظر عن كل من المسيحية والعصور الكلاسيكية القديمة والبحث العلمي، يوجد عامل رابع كان له تأثير على أدب عصر النهضة ألا وهي السياسة. كانت أشهر أعمال الفيلسوف السياسي نيكولو مكيافيلي نقاشات حول ليفي وتاريخ فلورنسا وأخيراً الأمير والذي اشتهر جداً في المجتمع الغربي حيث برز مصطلح «الميكافيلية» للإشارة إلى السياسة الواقعية التي دعا إليها الكتاب. مع ذلك، فإن ما يسمى عادة «ميكافيلية» هو توصيف مبسط للكتاب ولا يدل دلالة دقيقة على فلسفته. كما أنه من غير الجلي على الإطلاق إذا كان مكيافيلي نفسه مدافعاً عن الفجور كما يصور غالباً فالمشكلة الأساسية تكمن في التناقض الواضح بين الملكية في كتاب الأمير والجمهورية في نقاشات حول ليفي. بغض النظر فإن كتاب الأمير إلى جانب العديد من الأعمال الأخرى في عصر النهضة لا يزال ذا صلة وتأثير في الأدب اليوم.

### الفلسفة

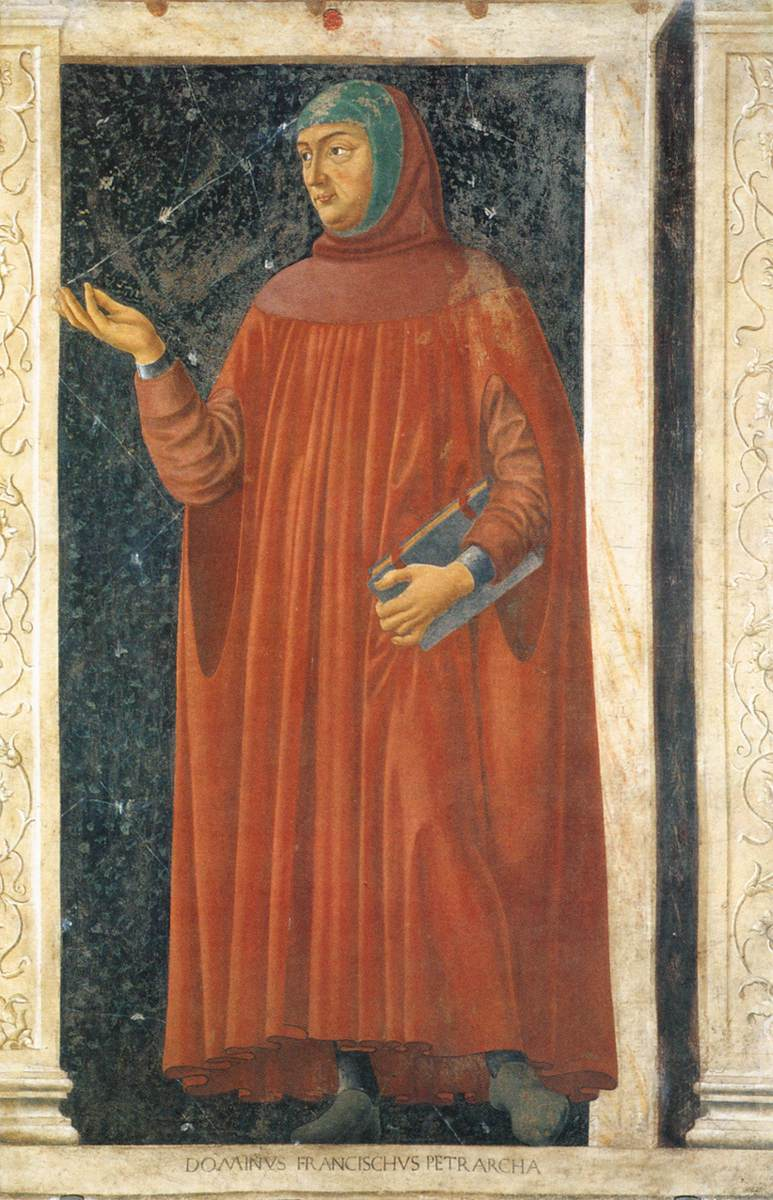
بترارك، من دائرة النساء والرجال المشهورين تقريباً 1450. غاليريا ديلي أوفيزي في فلورنسا في إيطاليا. الفنان: أندريا دي بارتولو دي بارجيلا (تقريباً 1423–1457).

كان من بين مساهمات بترارك تأسيس طريقة جديدة من البحث العلمي وهي إنسانية عصر النهضة. الإنسانية هي فلسفة تفاؤلية تعتبر الإنسان كائناً واع وعقلاني يمتلك القدرة على اتخاذ قراره والتفكير بنفسه. ترى تلك الفلسفة الإنسان خيراً بطبعه، مما وضعها في مواجهة وجهة النظر المسيحية التي ترى الإنسان خاطئاً بطبيعته ويحتاج الخلاص. أثارت تلك الفلسفة رؤى جديدة في طبيعة الواقع، وشككت في طبيعة الدين والقيم الروحية لتخرج بمعرفتها خارج التاريخ المسيحي.
شجع بترارك دراسة الكلاسيكيات اللاتينية كما احتفظ بنسخته من هوميروس حيثما حل متمنياً أن يعثر على شخص ما يعلمه قراءة اليونانية. كان من بين الخطوات الأساسية في التعليم الإنساني حسب طرح بعض الدارسين مثل بيكو ديلا ميراندولا البحث عن المخطوطات المفقودة أو المنسية والتي نالت شهرتها من سمعتها. دعمت ثروة النبلاء والتجار والأمراء والحكام الإيطاليين هذه الجهود إلى حد كبير، حيث أنفق هؤلاء مبالغ كبيرة في بناء المكتبات. أصبح اكتشاف الماضي موضة العصر والتي تغلغلت بين الروافد العليا من المجتمع. عندما تم العثور على المصنفات والمخطوطات اليونانية، أنشئت المكتبات والمتاحف وذلك مع بزوغ فجر الطباعة. تمت ترجمة العديد من أعمال العصور القديمة اليونانية واللاتينية إلى اللغات الحديثة المعاصرة في جميع أنحاء أوروبا، حيث وجدت إقبالاً جيداً من الطبقة المتوسطة والتي فضلت اللاتينية على اليونانية كما هو حال شكسبير.
رغم تزايد الاهتمام في الفلسفة والفنون والآداب زيادة كبيرة في عصر النهضة إلا أنه ينظر إلى تلك الفترة على أنها حقبة من التخلف العلمي. حيث أدى تقديس المصادر الكلاسيكية إلى تبني آراء أرسطو وبطليموس حول الكون. نظرت الإنسانية إلى الطبيعة على أنها تكوين روحي حي لا تحكمه قوانين أو رياضيات. في الوقت نفسه فقدت الفلسفة الكثير من صرامتها حيث كان ينظر إلى قواعد المنطق والاستنباط على أنها ثانوية خلف الحدس والعاطفة.

### العلم
يعد ليوناردو دافنشي وفقاً لبعض الأبحاث الأخيرة أب العلم الحديث، حيث أكسبته تجاربه ومناهجه العلمية هذا اللقب. بينما كانت الجامعات الإيطالية مثل بادوا وبولونيا وبيزا من المراكز العلمية التي اكتسبت شهرة واستقبلت العديد من الطلاب من شمال أوروبا، وهكذا انتقلت علوم عصر النهضة إلى أوروبا الشمالية وازدهرت هناك بظهور شخصيات مثل نيكولاس كوبرنيكوس وفرانسيس بيكون ورينيه ديكارت وجاليليو جاليلي. أسهمت أعمال بيكون وديكارت في ذلك العصر إسهاماً هائلا في الفكر والتجربة، مما مهد الطريق للثورة العلمية التي ازدهرت لاحقاً في أوروبا الشمالية.

### الرسم والنحت
في فن الرسم، صيغت لوحة الفجر الكاذب من واقعية القرن الرابع عشر للفنان جوتو دي بوندوني وتشكيلاته ثلاثية الأبعاد التي تحتل مساحة عقلانية واهتمامه الإنساني في التعبير عن شخصية الفرد بدلا من الصور الرمزية،  تراجع إلى الفن
القوطي المحافظ.

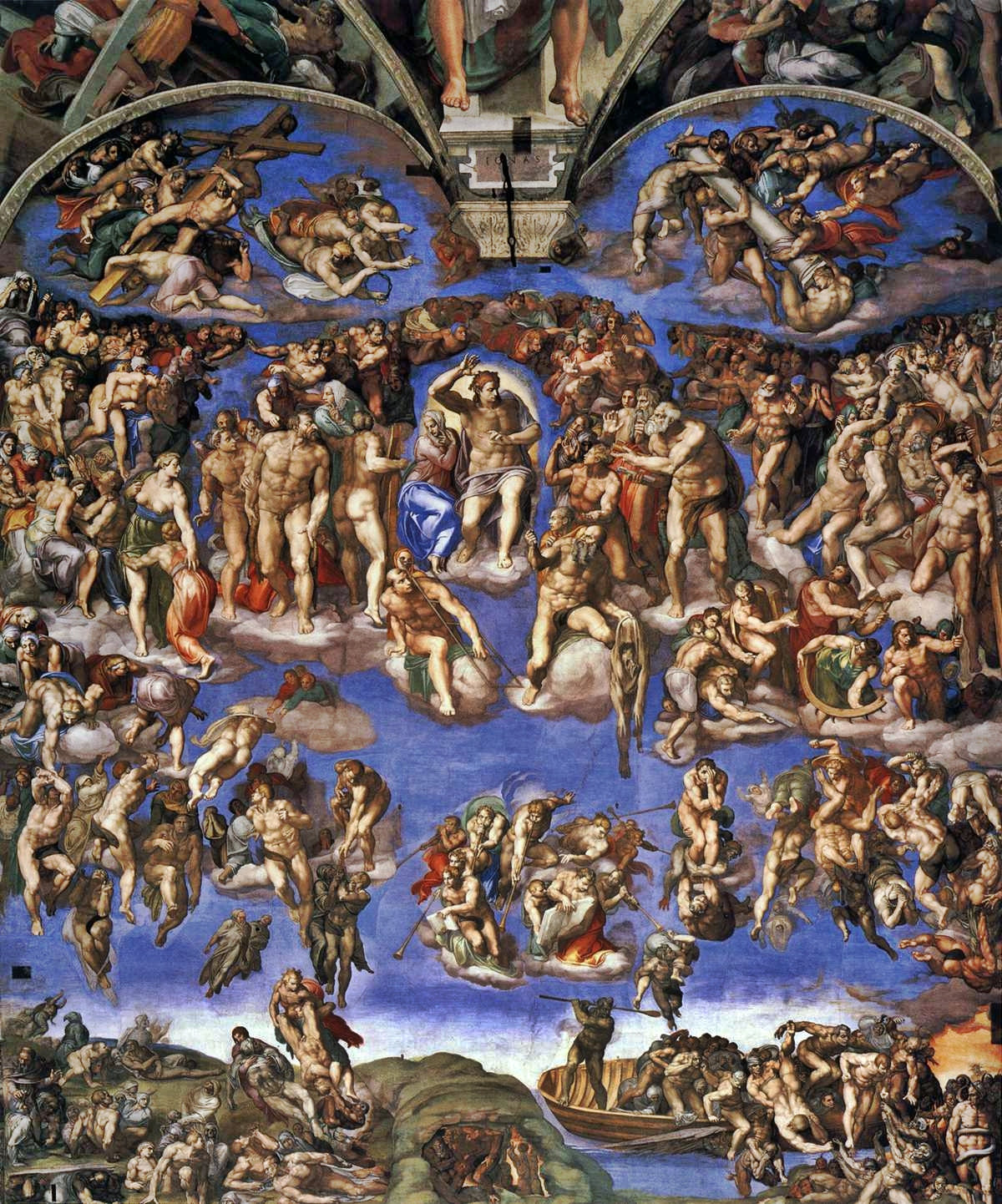
الحكم الأخير للفنان مايكل أنجلو.

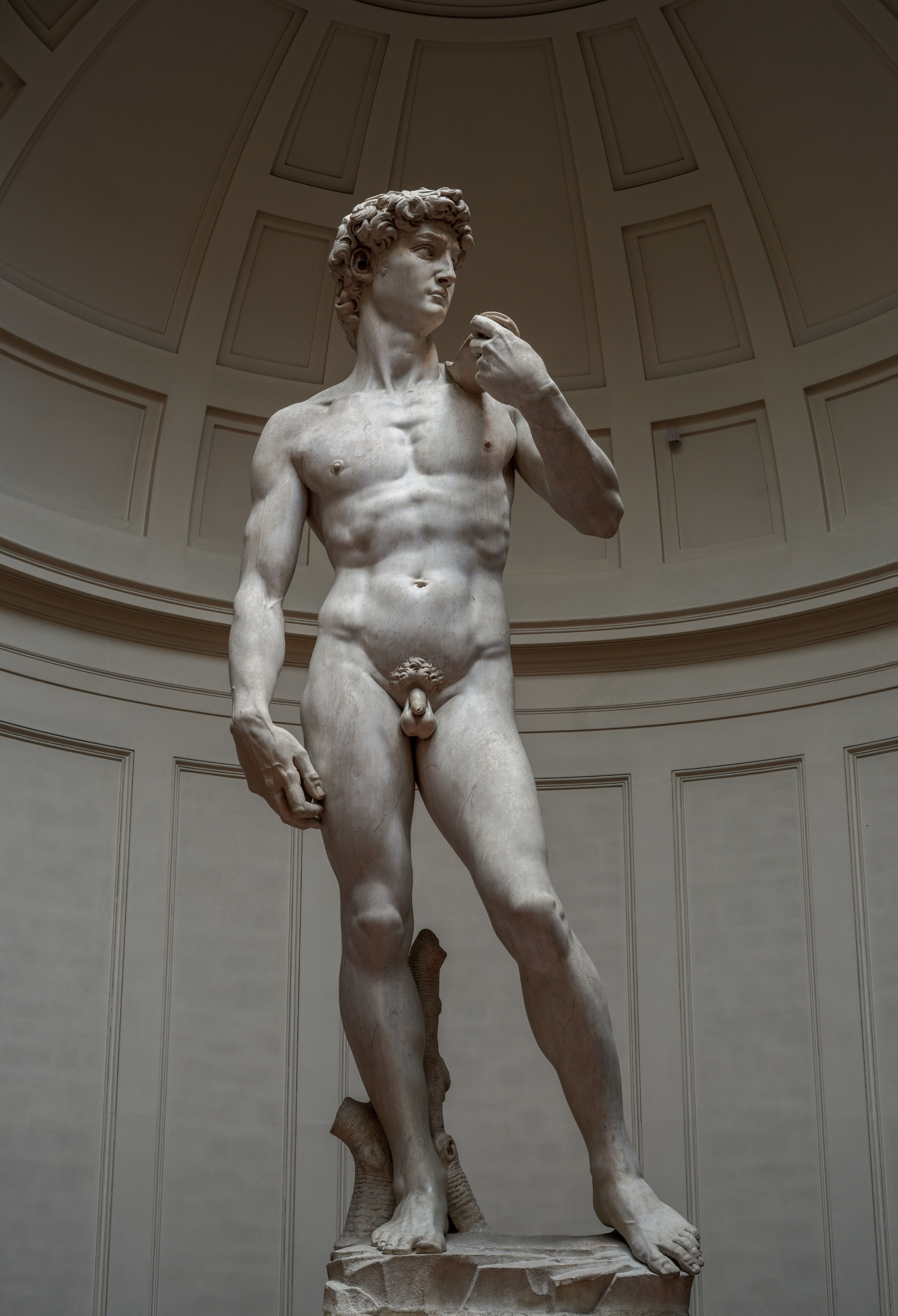
تمثال داوود ل مايكل أنجلو.

بدأ عصر النهضة الإيطالية في الفن التشكيلي في فلورنسا وتوسكانا من خلال اللوحات الجدارية لمازاتشو ومن ثم الرسم على اللوحات واللوحات الجدارية لكل من بييرو ديلا فرانشيسكا وباولو أوشيلو، والتي بدأت في تعزيز واقعية أعمالهما عن طريق استخدام تقنيات جديدة في فن الرسم المنظوري، حيث جرى تجسيد الأبعاد الثلاثة على لوحات ثنائية البعد بشكل أفضل. كتب بييرو ديلا فرانشيسكا أطروحاته من منظور علمي. كما أدى ظهور مساحة من مصداقية الفنانين إلى التركيز أيضاً على التمثيل الدقيق للجسد البشري وعلى المناظر الطبيعية. كانت رسومات الأشكال بريشة مازاتشو ذات لدونة غير مألوفة حينها. مقارنة بجمود وسطحية الفن القوطي كانت تصاويره ثورية. في مطلع القرن السادس عشر، ولا سيما في شمال إيطاليا، بدأ الفنانون باستخدام تقنيات جديدة في التلاعب بالضوء والظلام، مثل طبقة التباين في العديد من لوحات تيتسيانو فيتشيليو وتطوير المزج التدريجي للألوان في تقنيات تسمى سفوماتو وكياروسكورو في لوحات ليوناردو دا فينشي وجورجوني. شهدت هذه الفترة أيضاً أول الأعمال والموضوعات غير الدينية. برز جدل كبير حول درجة العلمانية في عصر النهضة والتي أكدها كتاب القرن العشرين مثل ياكوب بوركهارت، مستنداً في ذلك من بين أمور أخرى على وجود عدد صغير نسبياً من اللوحات الأسطورية. أعمال بوتيتشيلي لا سيما مولد فينوس ورمز الربيع هي الآن من بين أفضل الأعمال المعروفة رغم أنه كان شديد التدين (أصبح تابعاً لسافونارولا) حيث كانت الغالبية العظمى من أعماله لوحات دينية تقليدية أو صور شخصيات.

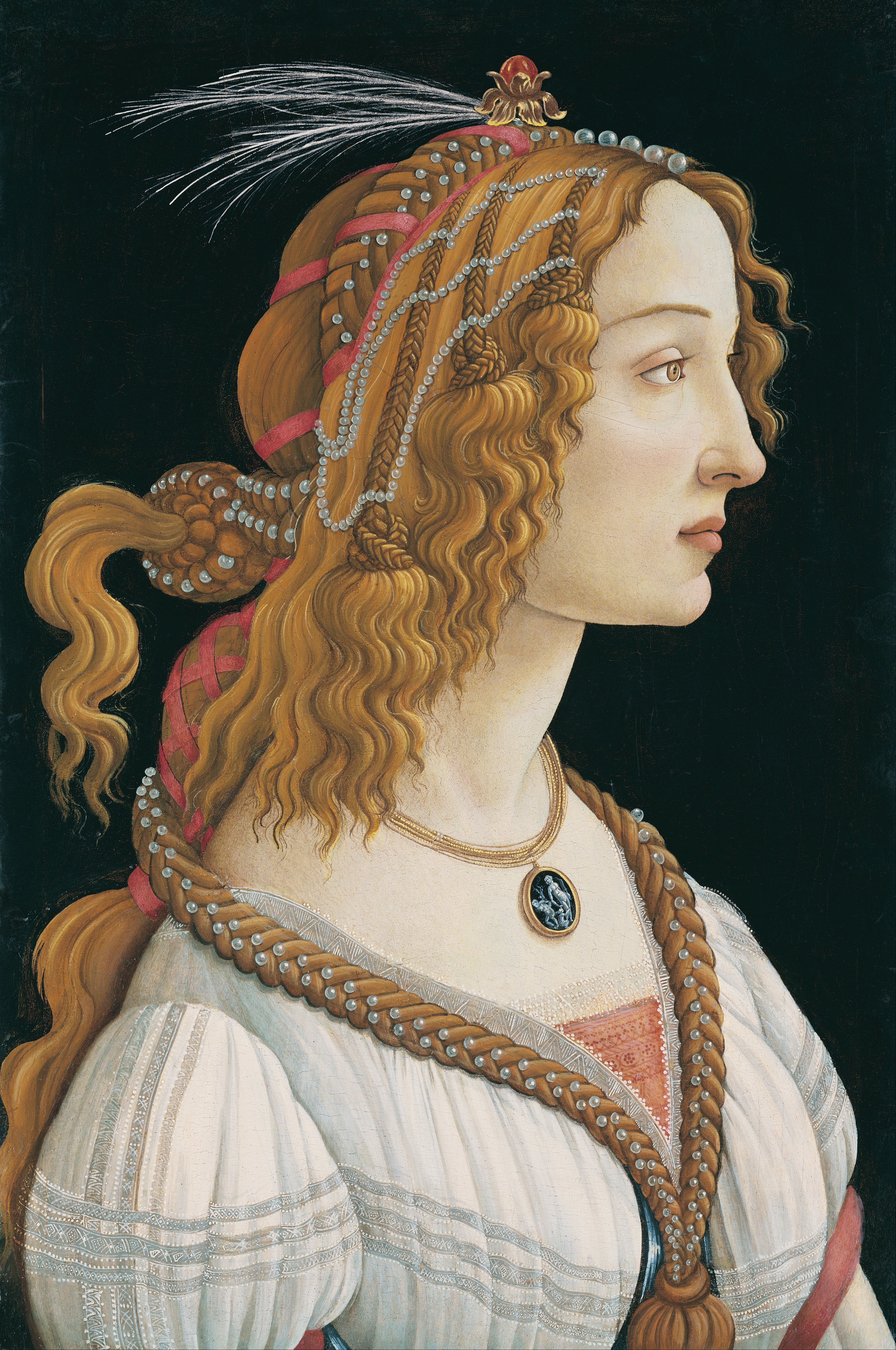
بورتَريةَ مثاليّة لسيِّدة شابةَ لوحة بريشة رسام عصر النهضة الإيطالي ساندرو بوتيتشيلي ، يصور العمل النبيلة الفلورنسية سيمونيتا فسبوتشي. تم رسم أللوحة بين عامي 1480 و1485 ، وهي موجودة في مجموعة متحف شتيدل في فرانكفورت.

أما في النحت، فدفعت دراسة دوناتيلو للنحت الكلاسيكي إلى تطويره للتشكيلات الكلاسيكية (مثل وضعية التعارض) وموضوعها (مثل العري غير المدعوم - حيث كان التمثال الثاني لداوود أول عمل من نوعه لتمثال عار قائم بذاته من البرونز في أوروبا منذ عهد الإمبراطورية الرومانية). كان التقدم الذي أحرزه دوناتيلو مؤثراً على جميع من تبعوه، وربما كان أعظمهم مايكل أنجلو، الذي نحت تمثال داوود عام 1500 والذي كان أكثر طبيعية من أعمال دوناتيلو وأشد عاطفية. يقف كلا التمثالين في وضعية التعارض حيث يقع حمل ثقلهما على ساق واحدة.
تمثل الفترة المعروفة بالنهضة العليا تتويجاً لأهداف الفترة السابقة، أي التمثيل الدقيق للأشكال في فضاء ضمن حركة ذات مصداقية وبأسلوب لائق وبشكل مناسب. أشهر الرسامين من هذه المرحلة هم ليوناردو دا فينشي ورفائيل ومايكل أنجلو. حيث تعد لوحاتهم من بين أكثر الأعمال الفنية المشهورة عالمياً. كما تعد لوحات العشاء الأخير لليوناردو ومدرسة أثينا لرفائيل وسقف كنيسة سيستينا لمايكل أنجلو روائع مرجعية من تلك الفترة.
تطور فن النهضة العليا إلى الأسلوبية وخصوصاً في فلورنسا. يميل فنانو الأسلوبية الذين تمردوا بوعي ضد مبادئ النهضة العليا لتمثيل شخصيات متطاولة في أماكن غير منطقية. تعترف الدراسات الحديثة بقدرة الفن الأسلوبي على التصوير القوي (الديني غالباً) للعاطفة حيث فشلت النهضة العليا. كان من بين الفنانين الرئيسيين من تلك الفترة بونتورمو وبرونزينو وروسو فيورينتينو وبارميجيانينو وتلميذ رفائيل جوليو رومانو.

### العمارة

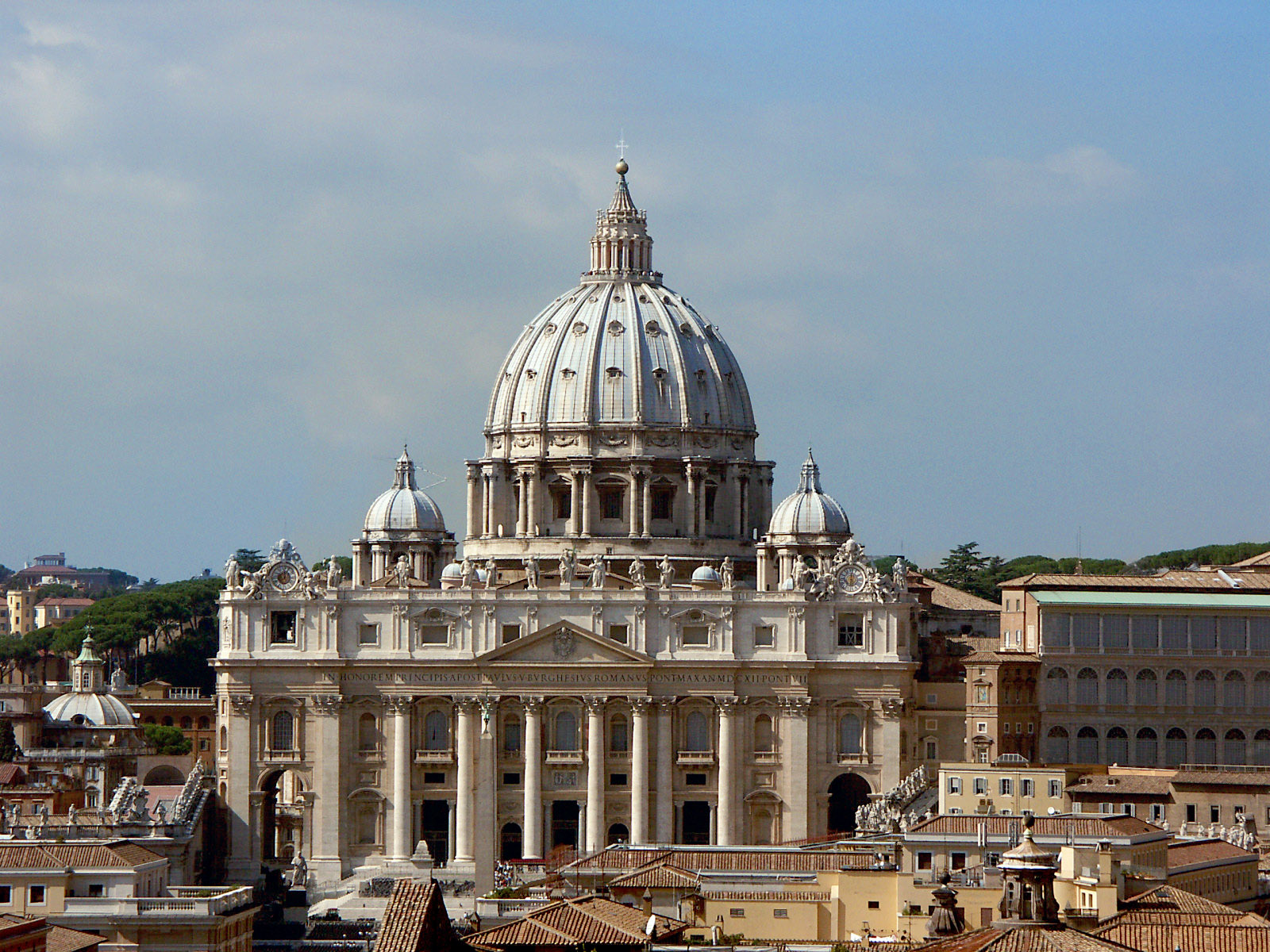
كاتدرائية القديس بطرس. اكتملت القبة 1590 وهي من تصميم مايكل أنجلو.

تم تقديم طراز عصر النهضة في فلورنسا من خلال نصب تذكاري ثوري ولكن غير مكتمل في ريميني من عمل ليون باتيستا ألبيرتي. بعض من أقدم المباني التي تعرض خصائص عصر النهضة كنيسة فيليبو برونليسكي في سان لورنزو ومعبد باتزي. بينما يعبر داخل سانتو سبيريتو عن إحساس جديد بالضوء والوضوح والرحابة، والتي هي الحال في بدايات عصر النهضة الإيطالية. تعكس هندستها المعمارية فلسفة إنسانية والتنوير وصفاء الذهن بدلاً من ظلام وروحانية العصور الوسطى. إن أفضل مثال على إحياء العصور الكلاسيكية القديمة يقبع في بالاتسو روتشيلاي. تتبع الأعمدة في ذاك المبنى تراكباً وفق النظام الكلاسيكي، بوجود التيجان الدوريسية في الطابق الأرضي والتيجان الإيونية في الطابق الأول والتيجان الكورنثية في الطابق العلوي.
في مانتوفا، أعلن ليون باتيستا ألبيرتي عن الطراز العتيق الجديد، رغم عدم البدء في ذروة أعماله (سانت أندريا) حتى 1472 أي بعد وفاته.

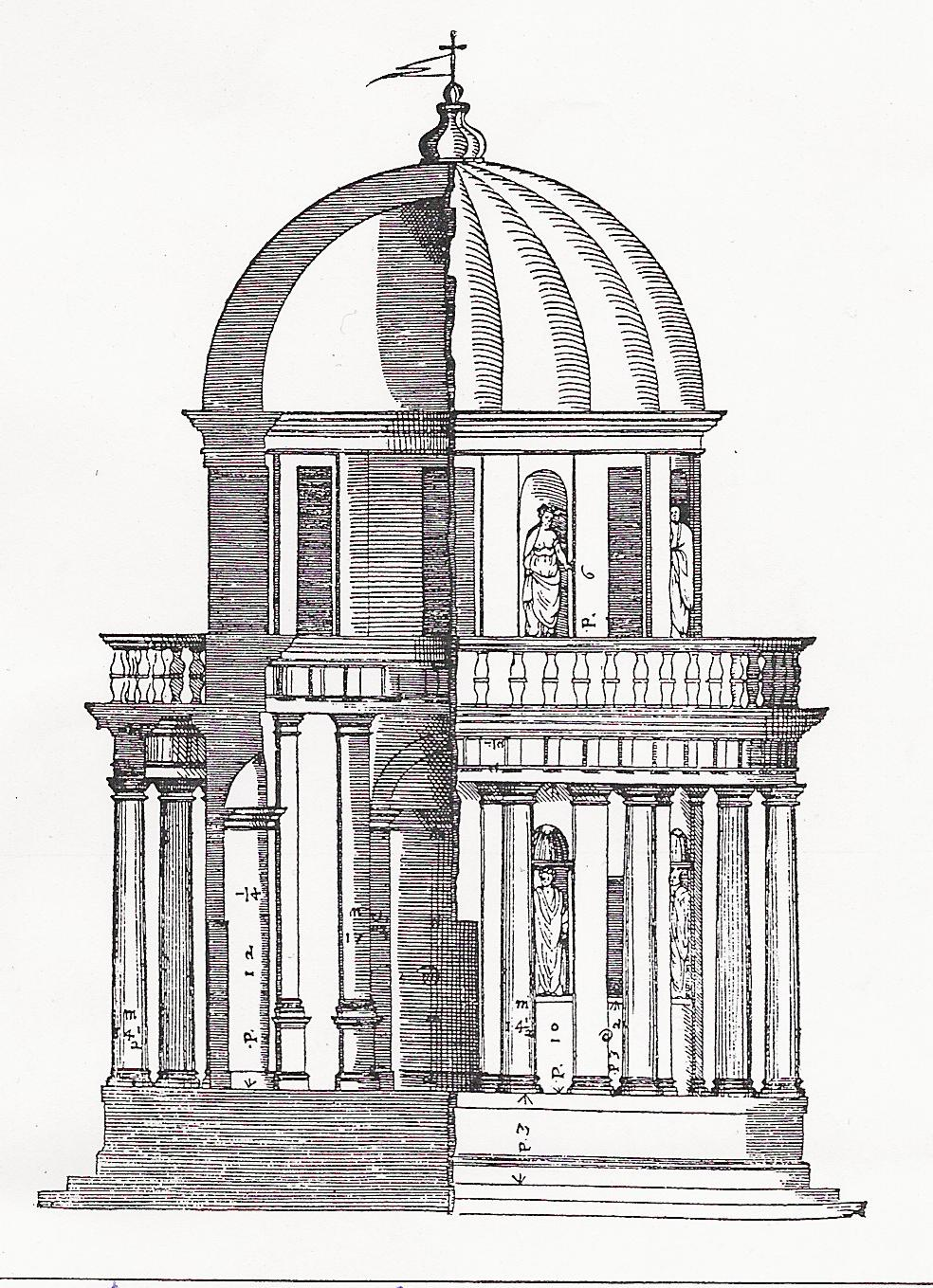
تمبييتو سان بييرتو في مونتوريو لدوناتو برامانتي (1502).

قدم طراز النهضة العليا إلى روما عبر تمبييتو سان بييرتو في مونتوريو لدوناتو برامانتي (1502) وكاتدرائية القديس بطرس (1506) والتي كانت أبرز مهمة معمارية في عصرها، متأثرة تقريباً بجميع فناني عصر النهضة البارزين بما في ذلك مايكل أنجلو وجياكومو ديلا بورتا. تميزت بداية عصر النهضة المتأخرة في عام 1550 بتطوير نظام أعمدة جديد بواسطة أندريا بالاديو. حيث زينت الأعمدة الضخمة التي يزيد ارتفاعها عن طابقين واجهات المباني.

### الموسيقى
جرى توسع كبير في إيطاليا خلال القرن الرابع عشر في النشاط الموسيقي متماشياً في النطاق ومستوى الابتكار مع النشاط في الفنون الأخرى. على الرغم من أن علماء الموسيقى يصنفون موسيقى القرن الرابع عشر عادة مع القرون الوسطى المتأخرة، فإنها تضمنت ميزات تتلاءم مع بدايات عصر النهضة في نواح مهمة: التركيز المتزايد على المصادر والأنماط والأشكال العلمانية؛ ونشر الثقافة بعيداً عن المؤسسات الكنسية باتجاه النبلاء وحتى الناس العاديين؛ والتطوير السريع لتقنيات جديدة تماماً. كانت الأشكال الرئيسية مادريجال تريتشنتو وكاكشيا وبالاتا. عموماً، يسمى أحياناً النمط الموسيقي في تلك الفترة باسم «آرس نوفا الإيطالي». من أوائل القرن الخامس عشر وإلى منتصف القرن السادس عشر، كان مركز إبداع الموسيقى المقدسة في البلدان المنخفضة، حيث قدم طوفان من هؤلاء الملحنين الموهوبين إلى إيطاليا. غنى العديد منهم إما في جوقة البابوية في روما أو في وجوقات الكنائس الأرستقراطية العديدة في روما والبندقية وفلورنسا وميلانو وفيرارا وغيرها؛ كما جلبوا أسلوب ألحانهم معهم مؤثرين بذلك على العديد من الملحنين الإيطاليين الأصليين أثناء إقامتهم.
كانت الأشكال الموسيقية الكنسية السائدة خلال الفترة التراتيل والقداسات. يعد باليسترينا حتى الآن الملحن الأكثر شهرة في الموسيقى الكنسية في إيطاليا القرن السادس عشر، وهو العضو الأبرز من المدرسة الرومانية والتي أصبح أسلوبها متعدد الأصوات ذو السلاسة والبرود العاطفي صوتاً مميزاً لأواخر القرن السادس عشر، على الأقل بالنسبة لأجيال علماء الموسيقى من القرنين التاسع عشر والعشرين. ركز الملحنون الإيطاليون الآخرون من أواخر القرن السادس عشر على تأليف النموذج العلماني الرئيسي للعصر - المادريجال: ولما يقرب من مائة عام نشرت هذه الأغاني لمطربين علمانيين في جميع أنحاء أوروبا. شمل قائمة الملحنين المادريجاليين جاك أركاديلت في بداية العصر، وسيبريانو دو رور في منتصف القرن ولوكا مارينزيو وفيليبي دي مونتي وكارلو غيزوالدو وكلاوديو مونتيفيردي في نهاية العصر. كانت إيطاليا أيضاً مركزاً للابتكار الآلات الموسيقية. في بدايات القرن السادس عشر، كان الارتجال في لوحة المفاتيح موضع تقدير كبير، وظهرت مؤلفات عديدة من موسيقى هذه الارتجالات. تم اختراع العديد من الآلات الموسيقية المألوفة وإبداعها في إيطاليا في أواخر عصر النهضة مثل الكمان الذي ظهرت أول أشكاله في خمسينيات القرن السادس عشر.
في أواخر القرن السادس عشر، كانت إيطاليا المركز الموسيقي في أوروبا. حيث أن كل الابتكارات تقريباً التي حددت الانتقال إلى عصر الباروك نشأت في شمال إيطاليا في العقود القليلة الأخيرة من ذاك القرن. في البندقية، انتقل الإنتاج الكورالي المتعدد من المدرسة البندقية وموسيقى الآلات المرتبطة بها إلى شمال ألمانيا. أما في فلورنسا، فطورت الكاميراتا الفلورنسية المونودي وهي مقدمة هامة للأوبرا والتي ظهرت للمرة الأولى حوالي العام 1600؛ أما مدرسة فيرارا الطليعية الأسلوبية فهاجرت إلى نابولي وأماكن أخرى من خلال موسيقى كارلو غيزوالدو ولتكون البيان الختامي للموسيقى متعددة الأصوات من عصر النهضة.

## وصلات خارجية
- النهضة العليا في فلورنسا - فيديو
- بيت النهضة - متحف فكتوريا وألبرت